# En livlig Drøm
|  | Denne artikel er oprettet af botten Steenthbot ud fra en ekstern database. Den kan derfor have sproglige fejl eller mangler. Denne skabelon kan fjernes efter kontrol af indholdet. |

En livlig Drøm er en dansk kortfilm fra 1916 instrueret af Lau Lauritzen Sr. og efter manuskript af Alfred Kjerulf.

## Handling
En ung mand øver sig i cirkuskunster og akrobatiske tricks hjemme på sit værelse inden han begiver sig ud i byen. Her får hans iver og klodsede fandenivoldskhed ham gentagne gange i karambolage med ordensmagten. I sidste ende formår den uheldige klovn alligevel at rode sig ud af de mest umulige situationer. Eller foregår det hele blot i hans fantasi?

## Medvirkende
- Edmond Barenco
- Agnes Seemann
- Betzy Kofoed